# Fountain Valley (California)
Fountain Valley es una ciudad del condado de Orange, en el estado de California (Estados Unidos). En 2005 contaba con 55.942 habitantes.

## Historia
Fue incorporada en 1957, antes de lo cual era conocida como Talbert (y también como Gospel Swamp).

## Geografía
Está localizada al suroeste y nordeste de la autopista de San Diego (405) y está rodeada por Huntington Beach, Westminster, Garden Grove, Santa Ana, y Costa Mesa. En su frontera este está el río Santa Ana.
Según la Oficina del Censo de los Estados Unidos, la ciudad tiene una superficie de 23,1 km², estando el 0,11% de su superficie compuesta por agua.

## Demografía
| 55,043                     | 55,213 | 55,459 | 55,952 | 56,248 | 55,942 |
| (Fuente: [cita requerida]) |        |        |        |        |        |

## Educación
En una parte de la ciudad de Fountain Valley, el Distrito Escolar Unificado de Garden Grove gestiona escuelas públicas.

## Negocios
Fountain Valley tiene innovaciones comerciales florecientes pero poca producción industrial propia. Su limitada producción agrícola consiste en varios campos de fresas.
En Fountain Valley están alojadas las jefaturas nacionales de Hyundai Motor Company y las jefaturas globales del fabricante de chips de memoria Kingston Technology.
Fountain Valley tiene dos centros médicos importantes: el hospital regional de Fountain Valley (Fountain Valley Regional Hospital) que dispone de 400 camas, y el Orange Coast Memorial Hospital con 230 camas y una clínica médica.